# الاستيلاء على ملقا (1511)

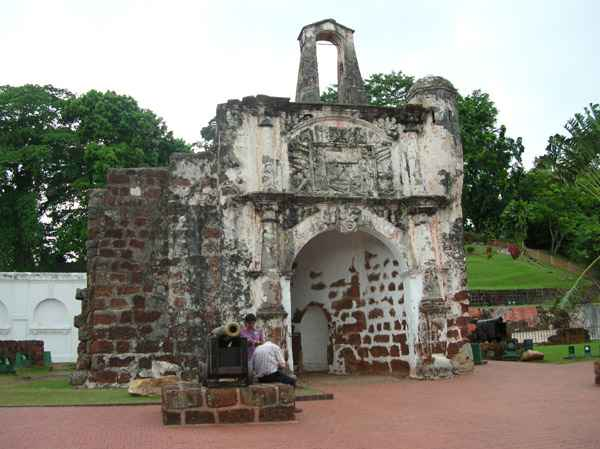
The surviving gate of the A Famosa Portuguese fort in Malacca.

الاستيلاء على ملقا وقع في 1511 عندما غزا حاكم الهند البرتغالية أفونسو دي البوكيرك مدينة ملقا.
تسيطر مدينة ملقا الساحلية على مضيق ملقا الاستراتيجي الضيق، الذي تتركز من خلاله جميع التجارة البحرية بين الصين والهند. وكان الاستيلاء على ملقا نتيجة لخطة من قبل مانويل الأول ملك البرتغال، ترجع لعام 1505 وتهدف إلى ضرب إسبانيا الجديدة في الشرق الأقصى، ومشروع البوكيرك الخاصة من تأسيس أسس متينة للهند البرتغالية ، جنبا إلى جنب مع هرمز ، غوا وعدن ، من أجل السيطرة على التجارة في نهاية المطاف وإحباط الشحن الإسلامي في المحيط الهندي.